# Alcis muraria
Alcis muraria är en fjärilsart som beskrevs av Curtis 1826. Alcis muraria ingår i släktet Alcis och familjen mätare. Inga underarter finns listade i Catalogue of Life.